# Dorslandtrek

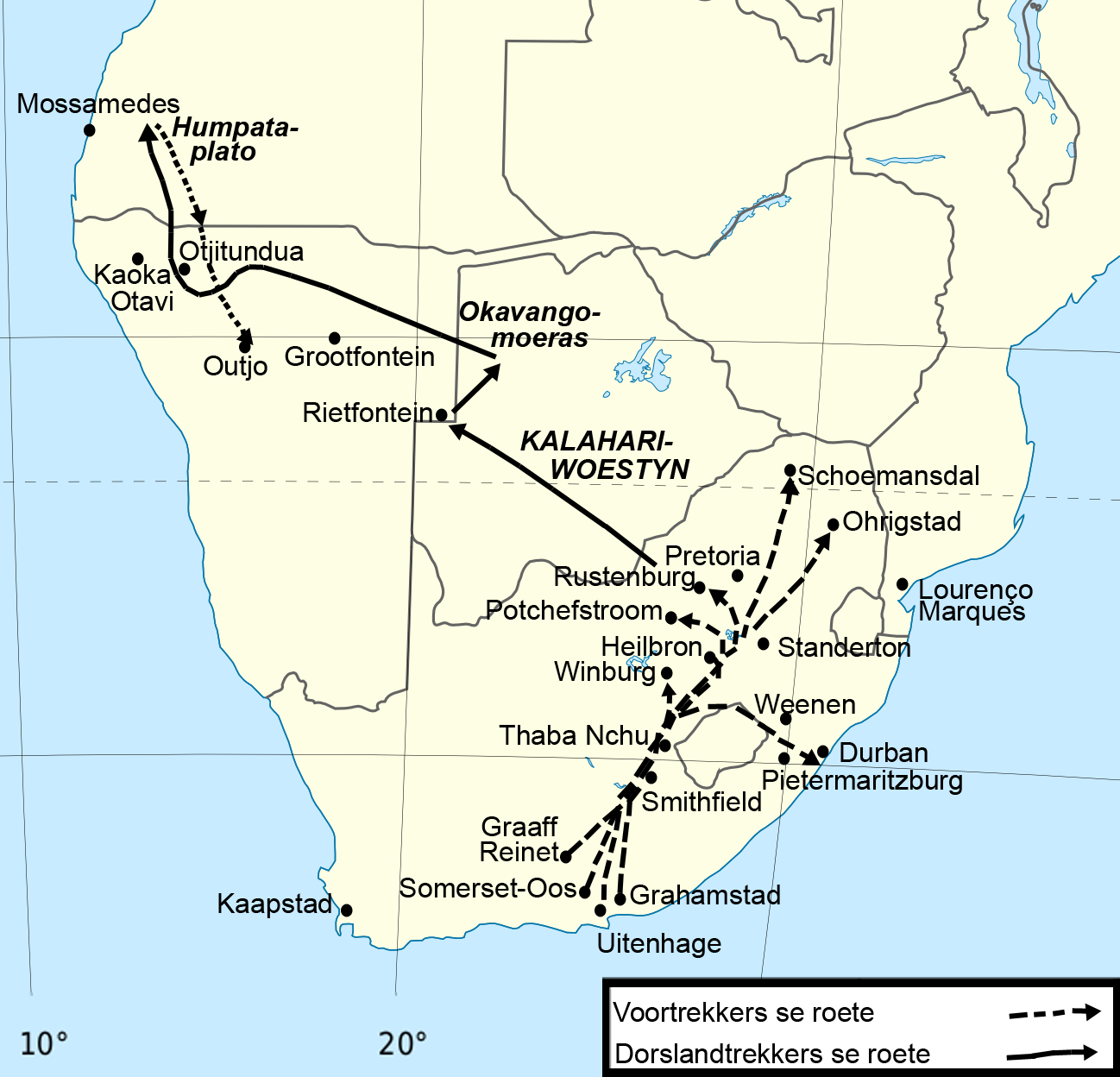
Route van de Dorslandtrek

De Dorslandtrek (letterlijk: Dorstlandtrek) is een verzamelnaam voor verschillende noordwaartse tochten van Afrikaner trekboeren door het hedendaagse Namibië en Angola die plaatsvonden tussen 1874 en 1905.

## Geschiedenis
Na de Grote Trek vestigden de meeste Voortrekkers zich in de Zuid-Afrikaansche Republiek of de Oranje Vrijstaat, maar op 27 mei 1874 vertrok een groep van dertien gezinnen onder leiding van Gert Alberts nog verder. De redenen hiervoor zijn niet precies bekend en is bovendien afhankelijk van de tijdsperiode;
- Vóór de Tweede Boerenoorlog was men ontevreden met het bestuur van president Thomas François Burgers;
- Veel trekkers waren Doppers (lid van de Gereformeerde Kerk van Zuid-Afrika), een religieuze minderheid in hun land;
- Na de Boerenoorlog en de annexatie van de Boerenrepublieken wilde men niet in een Brits Zuid-Afrika leven;
- Daarnaast was men tevreden met het semi-nomadische bestaan als trekboer.

De Dorslandtrek is vernoemd naar de dorstige condities die ze moesten weerstaan tijdens hun migratie vanwege de droge Kalahari van Zuidwest-Afrika. In Portugees-West-Afrika (Angola) vestigden ze zich in 1881 kortstondig te Humpata bij Lubango, maar kwamen ze in conflict met de Portugezen die de Afrikaanse taal niet tolereerden en de trekboeren probeerden te bekeren tot het katholicisme. Hierom keerden ze verder naar het zuiden en vestigden zich in Duits-Zuidwest-Afrika (Namibië).
In Namibië stichtten de Dorslandtrekkers de stad Grootfontein, dat in 1885 de hoofdstad werd van de Boerenrepubliek Upingtonia, vernoemd naar de president van de Britse Kaapkolonie, Thomas Upington. Nadat Trekleider William Worthington Jordan werd vermoord door het stamhoofd van de Ondonga, een stam van de Owambo, viel de republiek uit elkaar en ging het op in Duits-Zuidwest-Afrika.
Veel Dorslandtrekkers bezweken tijdens de trek aan dorst en malaria en een groot deel van de nazaten zijn uiteindelijk teruggekeerd naar Zuid-Afrika.